# تشاك ويليس
تشاك ويليس (بالإنجليزية: Chuck Willis)‏ هو موسيقي ومغني أمريكي، ولد في 31 يناير 1928 في أتلانتا في الولايات المتحدة، وتوفي بنفس المكان في 10 أبريل 1958 بسبب التهاب البريتون.

## وصلات خارجية
- تشاك ويليس على موقع IMDb (الإنجليزية)
- تشاك ويليس على موقع ميوزك برينز (الإنجليزية)
- تشاك ويليس على موقع أول ميوزيك (الإنجليزية)
- تشاك ويليس على موقع ديسكوغز (الإنجليزية)